# DRICH1
DRICH1 (англ. Aspartate rich 1) – білок, який кодується однойменним геном, розташованим у людей на довгому плечі 22-ї хромосоми. Довжина поліпептидного ланцюга білка становить 229 амінокислот, а молекулярна маса — 25 064.
| 10         |  | 20         |  | 30         |  | 40         |  | 50         |
| ---------- |  | ---------- |  | ---------- |  | ---------- |  | ---------- |
| MGNILTCCIN |  | SHCGWPRGKD |  | APCYESDTDI |  | YETVAAATSE |  | STTVEPGKLD |
| VGATEGQDLQ |  | HISNQKMPTG |  | PPEDRLSLKF |  | LPSSEEDNDD |  | AKILPSPVQG |
| SSEDNLSLVC |  | LPRSEDDDCD |  | DDDDDDAQIL |  | PSRVQGGCYR |  | FDSSSCSSED |
| NLSLVCLPRS |  | EDDDCDDDDD |  | DAQILPSPVQ |  | ACSEDSLFLR |  | CSLRHKDEEE |
| EDDDDIHITA |  | RIESDLTLES |  | LSDEEIHPG  |  |            |  |            |

A: Аланін

C: Цистеїн

D: Аспарагінова кислота

E: Глутамінова кислота

F: Фенілаланін

G: Гліцин

H: Гістидин

I: Ізолейцин

K: Лізин

L: Лейцин

M: Метіонін

N: Аспарагін

P: Пролін

Q: Глутамін

R: Аргінін

S: Серин

T: Треонін

V: Валін

W: Триптофан